# Skogs socken, Ångermanland
Skogs socken i Ångermanland ingår sedan 1974 i Kramfors kommun och motsvarar från 2016 Skogs distrikt.
Socknens areal är 64,10 kvadratkilometer, varav 60,20 land. År 2000 fanns här 548 invånare. Orten Herrskog samt sockenkyrkan Skogs kyrka ligger i socknen. 

## Administrativ historik
Skogs socken bildades på 1400-talet genom en utbrytning ur Nora socken.
Vid kommunreformen 1862 övergick socknens ansvar för de kyrkliga frågorna till Skogs församling och för de borgerliga frågorna bildades Skogs landskommun. Landskommunen inkorporerades 1952 i Nora och Skogs landskommun som året därpå tog namnet Noraströms landskommun vilken sedan 1974 uppgick i Kramfors kommun. Församlingen uppgick 2006 i Nora-Skogs församling.
1 januari 2016 inrättades distriktet Skog, med samma omfattning som församlingen hade 1999/2000.  
Socknen har tillhört fögderier, tingslag och domsagor enligt vad som beskrivs i artikeln Ångermanland.  De indelta båtsmännen tillhörde Andra Norrlands andradels båtsmanskompani.

## Geografi
Skogs socken ligger öster om Ångermanälvens mynningsvik och är en del av Höga kusten. Socknen har odlingsbygd vid vattnen och är i övrigt en starkt kuperad sjörik skogsbygd med höjder som i Liberget når 306 meter över havet.
Skogs socken omges helt av land och har sitt centrum kring Skogs kyrka och Herrskogs tätort vid västra änden av sjön Storsjön. Bland andra orter inom socknen kan nämnas Gallsäter, Mäland och Kläpp. Dessa byar ligger invid gamla E4, nuvarande länsväg 332. I socknens östra del passerar nuvarande E4, d.v.s. Höga Kustenleden / E4, på dess sträckning mellan Högakustenbron och Örnsköldsvik. E4 passerar strax öster om Gallsäter och går på Lövsjöns östra sida och på Nylandstjärns västra sida och lämnar åter socknen i höjd med byn Nyland på gränsen mot Ullångers socken, vilken ligger i nordost.
Helt i öster på en sträcka av cirka 3 km gränsar socknen mot Nordingrå socken. I söder ligger Nora socken och i väster ligger Bjärtrå socken. I norr sträcker sig socknen upp till Viksättviken av Saltsjön (110 m ö.h.). I denna del av socknen ligger Salinderstoberget och Högberget. Även Landsjön och Träskbodarna ligger i denna nordliga utlöpare av socknen. Lidberget och Bräntberget är framträdande och ligger i nordost nära gränsen mot Ullångers socken. Cirka 2 km norr om Skogs kyrka ligger Stor-Gällingsberget med raststuga på toppen.

## Fornlämningar
Boplatser från stenåldern har påträffats liksom gravröse från bronsåldern. Vidare finns det ett gravfält från järnåldern.

## Namnet
Namnet (1535 Skogh) kommer troligen från prästbostället och åsyftar bygdens stora skogsområden.

## Befolkningsutveckling
| Befolkningsutvecklingen i Skogs socken, Ångermanland 1750–1990                                           | Befolkningsutvecklingen i Skogs socken, Ångermanland 1750–1990 | Befolkningsutvecklingen i Skogs socken, Ångermanland 1750–1990 | Befolkningsutvecklingen i Skogs socken, Ångermanland 1750–1990 | Befolkningsutvecklingen i Skogs socken, Ångermanland 1750–1990 |
| --- | -------------------------------------------------------------- | -------------------------------------------------------------- | -------------------------------------------------------------- | -------------------------------------------------------------- |
| |                                                                |                                                                |                                                                |                                                                |
| År |                                                                |                                                                | Folkmängd                                                      |                                                                |
| 1750 | 1750                                                           |                                                                | 353                                                            |                                                                |
| 1760 | 1760                                                           |                                                                | 398                                                            |                                                                |
| 1769 | 1769                                                           |                                                                | 406                                                            |                                                                |
| 1780 | 1780                                                           |                                                                | 458                                                            |                                                                |
| 1790 | 1790                                                           |                                                                | 459                                                            |                                                                |
| 1800 | 1800                                                           |                                                                | 523                                                            |                                                                |
| 1810 | 1810                                                           |                                                                | 600                                                            |                                                                |
| 1820 | 1820                                                           |                                                                | 648                                                            |                                                                |
| 1830 | 1830                                                           |                                                                | 742                                                            |                                                                |
| 1840 | 1840                                                           |                                                                | 730                                                            |                                                                |
| 1850 | 1850                                                           |                                                                | 723                                                            |                                                                |
| 1860 | 1860                                                           |                                                                | 708                                                            |                                                                |
| 1870 | 1870                                                           |                                                                | 758                                                            |                                                                |
| 1880 | 1880                                                           |                                                                | 893                                                            |                                                                |
| 1890 | 1890                                                           |                                                                | 893                                                            |                                                                |
| 1900 | 1900                                                           |                                                                | 960                                                            |                                                                |
| 1910 | 1910                                                           |                                                                | 983                                                            |                                                                |
| 1920 | 1920                                                           |                                                                | 968                                                            |                                                                |
| 1930 | 1930                                                           |                                                                | 948                                                            |                                                                |
| 1940 | 1940                                                           |                                                                | 1 026                                                          |                                                                |
| 1950 | 1950                                                           |                                                                | 1 005                                                          |                                                                |
| 1960 | 1960                                                           |                                                                | 841                                                            |                                                                |
| 1970 | 1970                                                           |                                                                | 748                                                            |                                                                |
| 1980 | 1980                                                           |                                                                | 762                                                            |                                                                |
| 1990 | 1990                                                           |                                                                | 651                                                            |                                                                |
| Anm: Källor: Umeå universitet - Tabellverket 1749-1859, Demografiska databasen, CEDAR, Umeå universitet. |                                                                |                                                                |                                                                |                                                                |